# 宇部市の地名
宇部市の地名（うべしのちめい）では、山口県宇部市の地名の一覧を記す。町名の後の（）内は町名設置前の字名。

## 大字（旧市域）
1921年、宇部村に市制施行より発足し、1954年までに7村を編入し、旧宇部村の5大字を含め、30の大字を編成した。うち2つは宇部市になって以降に新設されたものである。
宇部市においては「区」を用いた住所表記が慣用され、旧宇部村は東区・西区、その他は旧村ごとに区が設置され、計9区が置かれた。かつては、正式な住所である「宇部市大字○○」よりも、「宇部市△△区（旧村名および東区・西区）××（自治会・地区名）」の表記が一般的に通用していた。現在でも市内において区を用いた住所表記を認めることがある。
- 沖宇部（旧宇部村）
- 小串（旧宇部村）
- 川上（旧宇部村）
- 中宇部（旧宇部村）
- 上宇部（旧宇部村）
- 藤曲（旧藤山村）
- 中山（旧藤山村）
- 沖ノ旦（旧厚南村）
- 中野開作（旧厚南村）
- 妻崎開作（旧厚南村）
- 東須恵（旧厚南村）
- 際波（旧厚南村）
- 西沖の山（1950年発足。厚南地区地先の埋立地に新設）
- 西岐波（旧西岐波村。宇部市編入時に大字設置）
- 東岐波（旧東岐波村。宇部市編入時に大字設置）
- 小野（旧小野村）
- 棯小野（旧小野村）
- 藤河内（旧小野村）
- 櫟原（旧小野村）
- 如意寺（旧小野村）
- 棚井（旧厚東村）
- 吉見（旧厚東村）
- 末信（旧厚東村）
- 広瀬（旧厚東村）
- 山中（旧二俣瀬村）
- 車地（旧二俣瀬村）
- 善和（旧二俣瀬村）
- 瓜生野（旧二俣瀬村）
- 木田（旧二俣瀬村）
- 荒瀬（1956年、小野より独立。旧小野村だが、現在は二俣瀬地区として扱われる）

## 町
宇部市では市制施行以降、何度か町名設置が行われている。以下、その一覧である。なお、これらの町は1965年までに消滅している。
西区
- 松島町1丁目〜3丁目（1955年）
- 相生町1丁目〜2丁目（1955年）
- 新町（1955年）
- 高砂町1丁目〜2丁目（1955年）
- 北町1丁目〜2丁目（1955年）

東区
- 海岸通1丁目〜3丁目（1921年）
- 桟橋通（1947年）
- 寿町1丁目〜4丁目（1953年）
- 春日町1丁目〜4丁目（1953年）
- 緑町1丁目〜4丁目（1953年）
- 常盤町1丁目〜4丁目（1953年）
- 錦町1丁目〜6丁目（1953年）
- 東本町1丁目〜4丁目（1953年）
- 芝中町1丁目〜2丁目（1950年代中盤頃）
- 松山町1丁目〜4丁目（1950年代中盤頃）
- 常藤町1丁目〜2丁目（1957年）
- 岬町1丁目〜3丁目（1957年）
- 明治町1丁目〜4丁目（1957年）

1964年より住居表示を実施している。現在設置されている正式な町名は山の手町を除きすべて住居表示実施地区である。以後、地区別・実施年順に住居表示実施地区について列挙する（ただし、昭和期の住居表示はすべて中心部である）。
中心部（旧藤山村を含む）
- 松島町（1964年、松島町1丁目〜3丁目）
- 相生町（1964年、相生町1丁目〜2丁目）
- 新町（1964年、新町・小串）
- 中央町1丁目〜3丁目（1964年、高砂町1丁目〜2丁目・北町1丁目〜2丁目・小串）
- 上町1丁目〜2丁目（1964年、松島町3丁目・小串）
- 西本町1丁目〜2丁目（1964年、小串）
- 西中町（1964年、小串）
- 助田町（1964年、小串）
- 居能町1丁目〜3丁目（1964年、藤曲）
- 文京町（1964年、藤曲）
- 明治町1丁目〜2丁目（1965年、明治町1丁目〜4丁目・中宇部・沖宇部）
- 芝中町（1965年、芝中町1丁目〜2丁目・沖宇部）
- 錦町（1965年、錦町5丁目〜6丁目・松山町1丁目〜2丁目）
- 東新川町（1965年、常藤町2丁目・沖宇部）
- 常藤町（1965年、常藤町1丁目・中宇部）
- 港町1丁目〜2丁目（1965年、海岸通1丁目〜3丁目・桟橋通・中宇部・沖宇部）
- 東本町1丁目〜2丁目（1965年、錦町1丁目〜4丁目・東本町1丁目〜4丁目・海岸通2丁目〜3丁目・中宇部）
- 新天町1丁目〜2丁目（1965年、常盤町1丁目〜4丁目・錦町1丁目〜4丁目）
- 常盤町1丁目〜3丁目（1965年、緑町1丁目〜4丁目・常盤町1丁目〜4丁目）
- 寿町1丁目〜3丁目（1965年、寿町1丁目〜4丁目・春日町1丁目〜4丁目・緑町1丁目〜4丁目・中宇部）
- 昭和町1丁目〜4丁目（1丁目は1965年、松山町3丁目〜4丁目・岬町1丁目〜3丁目。2丁目以降は1966年、沖宇部）
- 松山町1丁目〜5丁目（2丁目までは1965年、常藤町1丁目〜2丁目・芝中町1丁目〜2丁目・松山町1丁目〜4丁目、3丁目以降は1966年、沖宇部）
- 岬町1丁目〜3丁目（2丁目までは1966年、3丁目は1986年。沖宇部）[注 1]
- 八王子町（1966年、沖宇部）
- 幸町（1966年、沖宇部）
- 末広町（1966年、沖宇部）
- 笹山町1丁目〜2丁目（1966年、沖宇部）
- 東芝中町（1966年、沖宇部）
- 神原町1丁目〜2丁目（1967年、沖宇部）
- 恩田町1丁目〜5丁目（2丁目までは1967年、3丁目〜4丁目は1984年、5丁目は1986年。沖宇部）
- 琴芝町1丁目〜2丁目（1967年、中宇部）
- 朝日町（1969年、中宇部・小串）
- 若松町（1969年、小串）
- 鵜の島町（1969年、小串）
- 南浜町1丁目〜2丁目（1969年、小串・藤曲）
- 明神町1丁目〜3丁目（1976年、沖宇部）
- 北小羽山町1丁目〜4丁目（1979年、中宇部）
- 東小羽山町1丁目〜5丁目（1979年、中宇部・上宇部）
- 南小羽山町1丁目〜3丁目（1979年、中宇部）
- 鍋倉町（1980年、藤曲）
- 浜町1丁目〜2丁目（1980年、小串・藤曲）
- 小松原町1丁目〜2丁目（1980年、小串）
- 東見初町（1980年、沖宇部）
- 東琴芝1丁目〜2丁目（1982年、中宇部）
- 西琴芝1丁目〜2丁目（1982年、中宇部）
- 北琴芝1丁目〜2丁目（1982年、中宇部・上宇部・沖宇部）
- 西梶返1丁目〜3丁目（1983年、中宇部・沖宇部）
- 海南町（1983年、中宇部・上宇部・沖宇部）
- 東梶返1丁目〜4丁目（1983年、沖宇部）
- 則貞1丁目〜6丁目（1丁目は1984年、2丁目〜3丁目はは1985年、4丁目以降は1988年。沖宇部）
- 野原1丁目〜5丁目（2丁目までは1984年、3丁目以降は1985年。沖宇部）
- 野中1丁目〜2丁目（1984年、沖宇部）
- 草江1丁目〜4丁目（1986年、沖宇部）
- 五十目山町（1986年、沖宇部）
- 亀浦1丁目〜5丁目（1989年、沖宇部・西岐波）[注 2]
- 上野中町（1990年、沖宇部）
- 中村1丁目〜3丁目（1992年、上宇部・中宇部）
- 中尾1丁目〜2丁目（1993年、上宇部・中宇部）
- 川添1丁目〜3丁目（1994年、上宇部）
- 琴崎町（1994年、上宇部）
- 宮地町（1994年、上宇部・中宇部）
- 大小路1丁目〜3丁目（1995年、上宇部）
- 沼1丁目〜3丁目（2丁目までは1995年、3丁目は2004年、上宇部）
- 風呂ケ迫町（1996年、上宇部）
- 開1丁目〜6丁目（1997年、上宇部・沖宇部）
- 常盤台1丁目〜2丁目（1999年、上宇部・沖宇部）
- 南小串1丁目〜2丁目（1999年、小串）
- 島1丁目〜3丁目（1999年、小串）
- 下条1丁目〜2丁目（1999年、小串）
- 西小串1丁目〜6丁目（1丁目は1999年、2丁目は2008年、3丁目以降は2017年、小串）
- 上条1丁目〜5丁目（2001年、藤曲・中山）
- 北条1丁目〜2丁目（2001年、藤曲）
- 東藤曲1丁目〜2丁目（2001年、藤曲）
- 南中山町（2001年、中山）
- 文京台1丁目〜3丁目（2丁目までは2001年、3丁目は2002年、藤曲・中山）
- 浜田1丁目〜3丁目（1丁目は2001年、2丁目以降は2002年、中山）
- 東平原1丁目〜2丁目（1丁目は2001年、藤曲・中山。2丁目は2002年、藤曲）
- 西平原1丁目〜4丁目（1丁目は2002年、2丁目以降は2003年、藤曲）
- 松崎町（2002年、藤曲・中山）
- 岩鼻町（2003年、藤曲）
- 山門1丁目〜5丁目（2004年、上宇部）
- 寺の前町（2004年、上宇部）
- 東小串1丁目〜2丁目（2008年、小串）
- 西桃山1丁目〜2丁目（2022年、小串）

西岐波地区
- あすとぴあ1丁目〜7丁目（2001年、西岐波）
- 床波1丁目〜6丁目（2006年、西岐波）
- 今村南1丁目〜3丁目（2007年、西岐波）
- 今村北1丁目〜5丁目（2007年、西岐波）

このほか亀浦の一部も西岐波地区として扱われる。
厚南地区
- 山の手町（年不詳、際波。住居表示未実施）
- 西宇部南1丁目〜4丁目（2009年、際波）
- 厚南北1丁目〜5丁目（2010年、東須恵・際波）
- 西宇部北1丁目〜4丁目（2011年、際波）
- 厚南中央1丁目〜6丁目（2015年、東須恵・際波）
- 黒石北1丁目〜5丁目（2015年、中野開作・妻崎開作・東須恵）

### 正式町名ではない区域
以下は市内の住宅団地のうち、通称町名として用いられている地名である。
これらは実質的な住居表示町名のように運用されており、当地には街区表示板も設置されているが、宇部市が正式に行ったものではない。正式には大字の一部である。
なお、北迫新町・ひらき台は郵便番号も独自に設定されている。
- 北迫新町1丁目〜4丁目（川上）
- ひらき台1丁目〜4丁目（上宇部）
- 東際波台1丁目〜8丁目（際波：厚南地区）
- 西際波台1丁目〜4丁目（際波：厚南地区）

## 旧楠町
旧自治体名は表記せず、大字のみを継承している。楠町として合併した際には、船木町は大字を設置していなかったため同町をもって大字船木とし、2村からは大字をそれぞれ継承している。なお、当地区では「区」を用いていない。
- 船木（旧船木町）
- 芦河内（旧万倉村）
- 今富（旧万倉村）
- 奥万倉（旧万倉村）
- 西万倉（旧万倉村）
- 東万倉（旧万倉村）
- 矢矯（旧万倉村）
- 東吉部（旧吉部村）
- 西吉部（旧吉部村）